# 莫里森 (科罗拉多州)
莫里森（英語：Morrison），是美国科罗拉多州杰斐逊县下属的一座城市。建市于1906年1月29日，面积大约为2.219平方英里（5.747平方公里）。根据2010年美国人口普查，该市有人口428人。2011年估计该市有人口431人，相比2010年人口增长率为0.70%。同时，论人口该市是科罗拉多州第202大城市。